# Dalboșeț, Caraș-Severin
Dalboșeț este satul de reședință al comunei cu același nume din județul Caraș-Severin, Banat, România.

## Geografie

### Așezare
Dalboșețul este așezat în sudul Banatului, la sud de orașul Anina, în partea sudică a județului Caraș-Severin, pe DJ 571 B, la o distanță de 11 km față de Bozovici și 77 km de municipiul Reșița.

### Refief
Amplasat, cu aproximație, în partea centrală a Depresiunii Almăjului (Bozoviciului), care desparte cristalinul Munților Almăjului de culmile Munților Semenic, depresiunea prezintă un relief colinar, faliat pe margini cu terase fluviatile, în trepte largi, mai ales în partea stângă a râului Nera, care în curgerea sa de la NE spre SE, constituie și limita nordică a perimetrului comunei.
În amsamblu, elementele complexului geografic, desfășurate într-un plan general înclinat de la SE la NV, individualizează trei unități principale de microrelief: muntele, partea sudică a teritoriului, fiind parte integrantă a Munților Almăjului, cu înălțimi de până la 900 m (Tâlva Blidarului 897 m, Cracul Mare 753 m, Culmea Sichevița 748 m, vârfurile Noșovati și Rujețu 672 m), terasele, ca element de tranziție între zona montană și lunca Nerei, prezentând și acestea o mare energie de relief, care coboară de la sud spre nord, pe nivele succesive la 50-150 m altitudine relativă și lunca, cu o pondere mai mică, desfășurată de-a lungul râului Nera și a afluenților acestuia. 

### Hidrografie
Hidrografia este reprezentată de râul Nera care are un curs permanent cu debit fluctuabil, în funcție de precipitații și o serie de afluenți care nu au un curs permanent, cu originea în masivul Munților Almăjului, între care mai semnificativi sunt Șopotu Vechi, Bârzul, Boina, Boinița, Dalboșețu, Reșița și Șelestiu.

### Clima
Climatul temperat-continental moderat, cu nuanțe mediteraneene, prezintă unele particularități locale ca urmare a faptului că depresiunea se află la adăpostul Munților Semenic și Almăj, verile fiind nu prea călduroase, iar iernile nu prea geroase. Temperatura medie anuală este de 9,20C (stația Bozovici), iar media multianuală a precipitațiilor oscilează între 700-800 mm (Atlas climatologic, 1966), cu mențiunea că la stația Bozovici, cu observații accesibile începând din 1973, valoarea medie înregistrată este de 673 mm. Frecvent, ploile au un caracter torențial. 

## Solurile
Prin gruparea unităților de teren (U.T.) din cartograma alăturată rezultă următoarele tipuri dominante de soluri : 
1. Soluri brune argiloiluviale, 1-9 (tipice, pseudogleizate, vertice, amfigleizate): 13,0%; 
2. Soluri brune luvice, 10-16 (pseudogleizate, amfigleizate): 8,4%; 
3. Luvisoluri albice, 17-19 (pseudogleizate, fragipanice, glosice): 3,4%; 
4. Soluri brune eumezobazice, 20-26 (gleizate, pseudogleizate, molice): 9,4%; 
5. Soluri brune acide, 27 (tipice): 21,1%; 
6. Soluri gleice, pseudogleice și negre clinohidromorfe, 28-40 (tipice, vertice, luvice): 5,7%; 
7. Rogosoluri și soluri litice, 41-43 (tipice, vertice): 14,7%; 
8. Soluri aluviale și aluviuni recente, 44-54 (tipice, gleizate): 7,0%; 
9. Erodisoluri și soluri colmatate, 55-64 (tipice, gleizate, pseudogleizate): 15,9%; 
10. Bălți, ogașe și ravene: 1,4%. 
Terenul agricol al comunei se constituie din următoarele folosințe: arabil 1287 ha (31,6%),  pășuni și fânețe 2617 ha (64,2%), livezi 169 ha (4,1%), vii 4 ha (0,1%) .  
Referitor la încadrarea în clase de calitate (fertilitate), pentru categoria de folosință "arabil", situația se prezintă astfel: cl. a II-a 293 ha (7,2%), cl. a III-a 438 ha (10,7%), cl. a IV-a 1497 ha (36,7%) și cl. a V-a 1849 ha (45,4%). 
Factorii limitativi care influențează semnificativ calitatea învelișului de sol sunt dimensionați de deficitul rezervei de humus (moderat pe 42% din suprafață, sever 3,8%; foarte sever 15%), reacția acidă a solului (moderată 21%), textura fină (limitări moderate 0,5%), textura grosieră (limitări severe 2,8%), volumul edafic util (limitări severe 38%, foarte severe 1%), panta terenului (limitări severe 48%, foarte severe 15%), alunecări de teren (extrem de severe 0,32%), excesul de umiditate freatică (sever 4,2%, foarte sever 3,7%), excesul de umiditate stagnantă (moderat 10,7%, sever 4,2%), inundabilitate (severă 3,6%). 
Având în vedere natura și intensitatea factorilor limitativi, lucrările pedohidro-ameliorative și culturale curente vor viza cu precădere combaterea și prevenirea excesului de umiditate (canale, șanțuri, rigole etc.), a eroziunii de suprafață și de adâncime, a alunecărilor de teren, precum și corectarea reacției acide prin lucrări de amendare calcică periodică și fertilizare radicală. 
Ponderea suprafețelor ocupate cu pajiști (pășuni și fânețe) de 64,2% din suprafața cercetată impune, de la caz la caz, măsuri de îmbunătățire a calității acestora, între care se remarcă cele pur administrative (distrugerea mușuroaielor și a resturilor vegetale fără valoare furajeră etc.).
De fapt, vegetația pajiștilor, pe lângă faptul că reprezintă o sursă inepuizabilă de furaje, de care este legată dintotdeauna tradiția creșterii animalelor pe aceste meleaguri, are un rol important în prevenirea și combaterea eroziunii solului.

## Flora
Teritoriul așezării, încadrat în zona pădurilor de foioase de tip estival, cu un relief dispus în amfiteatru, favorizează dezvoltarea unor complexe vegetale destul de variate, cu predominanța tipului de zonalitate verticală. 
Pădurile prezintă frecvente schimbări ale etajării, condiționate de orientarea văilor și interfluviilor, de existența abrupturilor petrografice și structurale, de relieful depresionar și de microclimatele specifice, speciile predominante fiind Fagus silvatica (fag), Quercus petraea, Q. polycarpa, Q. dalechampii (gorun), Q. pubescens (stejar pufos), Q. cerris (cer), Q. frainetto (gârniță), Tilia tomentosa (tei alb), Fraxinus ornus (mojdrean), Robinia pseudacacia (salcâm), Betula verrucosa (mesteacăn). 
Pe lângă arbuști larg răspândiți ca Prunus spinosa (porumbar), Rosa canina (măceș), Ruscus aculeatus (ghimpe), Crataegus monogyna (păducel), Corilis avellana (alun), în locul pădurilor termofile defrișate se instalează specii submediteraneene precum Cotinus coggygria (scumpie), Syringa vulgaris (liliac), Padus mahaleb (vișin turcesc). 
În lunca Nerei sunt frecvente salcetele (Salix alba, S. fragilis, S. triandra, S. purpurea), Populus alba, P. nigra (plop alb și negru) și zăvoaie de arini (Alnus glutinosa). 
Ca specii declarate monumente ale naturii, în pădurile în amestec pe stâncării subalpine, se poate întâlni Larix decidua (zada), iar în pădurile termofile Taxus baccata (tisa). 
Pomii cultivați sunt, în principal, mărul și prunul, dar plantațiile existente, amplasate în condiții de sol necorespunzătoare și slab întreținute, dau producții relativ scăzute. 
Pășunile și fânețele, deși dețin o suprafață însemnată (64,2%), au o compoziție floristică necorespunzătoare și o producție slabă. 
Plantele cultivate în mod curent sunt grâul, orzul de toamnă, secara, porumbul, cartoful, trifoiul și legumele în zona de luncă.